# Munjong (Joseon)
Munjong (koreanisch: 문종) (* 15. November 1414 im Gyeongbokgung-Palast, Hanseong, Joseon; † 1. Juni 1452 ebenda), war während seiner Regierungszeit von 1450 bis 1452 der 5. König der Joseon-Dynastie (조선 왕조) (1392–1910) in Korea und Sohn des Königs Sejong 세종.

## Leben
Munjong war der älteste Sohn von König Sejong. 1421 von seinem Vater zum Kronprinz ernannt, wurde er unter dem Namen Hyang (향) im Land bekannt. Er wird als jemand beschrieben, der über großes Wissen verfügte und seinen Vater König Sejong in seinen Regierungsgeschäften als Kronprinz tatkräftig unterstützte.

## Regierungszeit
Auf Grund des schlechten Gesundheitszustandes seines Vaters König Sejong hatte Munjong in den letzten Jahren vor dessen Tod bereits die Regierungsgeschäfte in Teilen übernommen. Als sein Vater dann am 8. April 1450 starb, übernahm er übergangslos die Macht. Doch seine Amtszeit währte nur kurz. Selbst nicht in bester Gesundheit, verstarb Munjong nach nur zwei Jahren und drei Monaten Regentschaft und hinterließ seinem Sohn Prinz Nosan (노산) als König Danjong (단종) in einem zarten Alter von 11 Jahren die Macht.
König Munjong wurde zusammen mit seiner Frau Königin Hyeondeok (현덕) in der königlichen Grabanlage Hyeolleung (현릉), in der Stadt Guri (구리) der Provinz Gyeonggi-do (경기도) bestattet.